# Municipio de Highland (condado de Clay)
El municipio de Highland (en inglés: Highland Township) es un municipio ubicado en el condado de Clay en el estado estadounidense de Kansas. En el año 2010 tenía una población de 278 habitantes y una densidad poblacional de 3,02 personas por km².

## Geografía
El municipio de Highland se encuentra ubicado en las coordenadas 39°24′58″N 96°59′20″O / 39.41611, -96.98889. Según la Oficina del Censo de los Estados Unidos, el municipio tiene una superficie total de 92.17 km², de la cual 91,8 km² corresponden a tierra firme y (0,4 %) 0,37 km² es agua.

## Demografía
Según el censo de 2010, había 278 personas residiendo en el municipio de Highland. La densidad de población era de 3,02 hab./km². De los 278 habitantes, el municipio de Highland estaba compuesto por el 97,84 % blancos, el 0,72 % eran amerindios, el 0,36 % eran asiáticos, el 0,36 % eran de otras razas y el 0,72 % eran de una mezcla de razas. Del total de la población el 1,8 % eran hispanos o latinos de cualquier raza.